# Beatrice L. Pool-Zobel
Beatrice Luise Pool-Zobel (* 4. April 1949; † 13. Mai 2008) war Leiterin des Lehrstuhls für Ernährungstoxikologie am Institut für Ernährungswissenschaften der Friedrich-Schiller-Universität Jena.
Forschungsschwerpunkt war die Chemoprävention von Tumor-Erkrankungen. Dazu gehörten beispielsweise Polyphenole in Apfelsäften.